# Arcas (mitología)

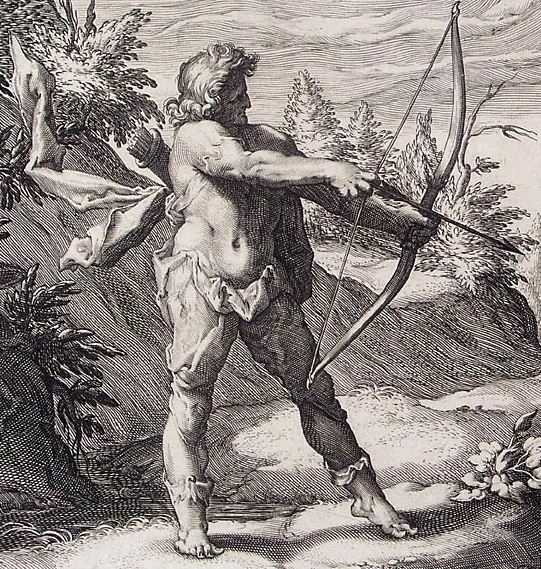
Grabado de Arcas con un arco en mano.

En la mitología griega, Arcas o Árcade (Ἀρκάς) era el ancestro y héroe epónimo de los arcadios, de quien el país y sus habitantes derivaron su nombre. Era hijo de Zeus y Calisto, cazadora perteneciente al cortejo de Artemisa.
La historia de Arcas diverge mucho según las versiones. Cuando su madre, transformada en osa, murió por una flecha de , Arcas fue recogido:
1. por , enviado por Zeus , quien más tarde lo daría a Maya para que lo criase. En esta versión, Arcas, ya adulto, viaja a Arcadia, donde se hace reconocer por su abuelo, el rey Licaón, quien lo nombra corregente. Arcas enseñó a los arcadios a sembrar el trigo, hacer pan, tejer e hilar la lana, cosas que él mismo había aprendido de Triptólemo. Tras la muerte de su abuelo, siguió solo en el trono.
2. por Licaón (de hecho, autores como Higino afirman que era hijo suyo), quien lo matará más tarde, sirviendo su carne a Zeus para probar su carácter divino. volcó la mesa (τράπεζα) que tenía los platos y destruyó la casa de Licaón con sus rayos, matando a los hijos de Licaón y transformando a este en lobo, aunque devolvió la vida a Arcas. Cuando Arcas hubo crecido, construyó sobre las ruinas de la casa de Licaón la ciudad de Trapezunte.

Ovidio refiere que Calisto no murió a manos de Artemisa, sino que simplemente fue transformada en osa. Cuando durante una cacería Arcas la persiguió, sin reconocerla, hasta el santuario de Zeus Liceo, donde ningún mortal tenía permiso para entrar, Zeus subió a ambos hasta las estrellas.
Según Pausanias, Arcas sucedió a Níctimo, hijo del impío Licaón, en el gobierno de Arcadia, y dando al país que hasta entonces había sido llamado Pelasgia tal nombre. Enseñó a sus súbditos las artes de hacer pan y tejer.
Tras su muerte, Arcas fue puesto en el cielo como la constelación Artofílace, que significa «guardián de la osa», junto a su madre Calisto (la Osa Mayor). Hera no estaba satisfecha con la situación de Calisto y Arcas en el cielo, por lo que pidió ayuda a Tetis, su niñera. Esta, una diosa del mar, maldijo a estas constelaciones a orbitar para siempre alrededor del cielo sin bajar nunca del horizonte, lo que explicaría por qué son circumpolares.
La tumba de Arcas estaba localizada en Mantinea, a donde sus restos habían sido llevados desde el monte Ménalo a instancias del oráculo de Delfos. En Delfos había estatuas dedicadas a Arcas y su familia por los habitantes de Tegea.
La Biblioteca mitológica nos dice que Árcade tuvo dos hijos, Élato y Afidante, pero no se pone de acuerdo con el nombre de la consorte. Esta puede ser Leanira, hija de Amiclas, o bien Meganira, hija de Crocón, o según Eumelo la ninfa Crisopelía. Pausanias dice que Árcade no se casó con una mujer mortal sino con una ninfa dríade, llamada Erato, y que con ella engendró a Azán, Afidante y Élato. Él había tenido ya antes un bastardo, Autolao. Azán recibió la Azania, Afidante recibió Tegea y Élato el monte Cilene. Trifilo era su cuarto hijo, habido por Laodamía, hija de Amiclas. Otros Arcásidas de madres desconocidas son Hiperipe, la esposa de Endimión; Diomenea, que murió a manos de los tebanos; Erimanto, cuya hija Psófide era epónima; y también un tal Pelasgo
| Predecesor: Níctimo | Reyes de Arcadia | Sucesor: Élato, Afidas y Azán |